# Archibasis oscillans
Archibasis oscillans – gatunek ważki z rodziny łątkowatych (Coenagrionidae).